# Aspasiana impressus
Aspasiana impressus är en insektsart som beskrevs av Walker 1870. Aspasiana impressus ingår i släktet Aspasiana och familjen hornstritar. Inga underarter finns listade i Catalogue of Life.